# Sistema numerico senario
Il sistema numerico senario (noto anche come base-6, esimale o sesimale) ha sei come base e può adottare come numerali le cifre da 0 a 5. È stato adottato in modo indipendente da un piccolo numero di culture. Come i decimali, è un numero semiprimo, sebbene sia il prodotto degli unici due numeri consecutivi che sono entrambi primi (2 e 3) ha un alto grado di proprietà matematiche per le sue dimensioni. Poiché sei è un numero altamente composito superiore, molte delle argomentazioni a favore del sistema duodecimale si applicano anche alla base-6. A sua volta, la logica senaria si riferisce a un'estensione dei sistemi logici ternari di Jan Łukasiewicz e Stephen Cole Kleene adattati per spiegare la logica dei test statistici e dei modelli di dati mancanti nelle scienze usando metodi empirici.

## Proprietà matematiche
| ×  | 1  | 2  | 3  | 4  | 5  | 10  |
| -- | -- | -- | -- | -- | -- | --- |
| 1  | 1  | 2  | 3  | 4  | 5  | 10  |
| 2  | 2  | 4  | 10 | 12 | 14 | 20  |
| 3  | 3  | 10 | 13 | 20 | 23 | 30  |
| 4  | 4  | 12 | 20 | 24 | 32 | 40  |
| 5  | 5  | 14 | 23 | 32 | 41 | 50  |
| 10 | 10 | 20 | 30 | 40 | 50 | 100 |

Il senario può essere considerato interessante nello studio dei numeri primi, poiché tutti i numeri primi diversi da 2 e 3, quando espressi in senario, hanno 1 o 5 come cifra finale. In senario i numeri primi vengono scritti come:
2, 3, 5, 11, 15, 21, 25, 31, 35, 45, 51, 101, 105, 111, 115, 125, 135, 141, 151, 155, 201, 211, 215, 225, 241, 245, 251, 255, 301, 305, 331, 335, 345, 351, 405, 411, 421, 431, 435, 445, 455, 501, 515, 521, 525, 531, 551, ... (EN) Sequenza A004680, su On-Line Encyclopedia of Integer Sequences, The OEIS Foundation.
Cioè, per ogni numero primo p maggiore di 3, si hanno le relazioni aritmetiche modulari per cui p ≡ 1 o 5 (mod 6) (cioè 6 divide p   −   1 o p   −   5); la cifra finale è 1 o 5. Ciò è dimostrato dalla contraddizione. Per qualsiasi numero intero n:
- Se n ≡ 0 (mod 6), 6 | n
- Se n ≡ 2 (mod 6), 2 | n
- Se n ≡ 3 (mod 6), 3 | n
- Se n ≡ 4 (mod 6), 2 | n

Inoltre, poiché i quattro primi (2, 3, 5, 7) più piccoli sono divisori o vicini di 6, il senario ha semplici criteri di divisibilità per molti numeri.
In più, tutti i numeri perfetti pari oltre al 6 hanno 44 come ultime due cifre quando espressi in senario, il che è dimostrato dal fatto che ogni numero pari è della forma 2 p −1 (2 p −1), dove 2 p - 1 è primo.
Il senario è anche la più grande base numerica r che non ha totali diversi da 1 e r   -   1, rendendo la sua tabella di moltiplicazione altamente regolare per le sue dimensioni, riducendo al minimo la quantità di sforzo richiesto per memorizzarla. Questa proprietà massimizza la probabilità che il risultato di una moltiplicazione intera finisca in zero, dato che nessuno dei suoi fattori lo fa.

## Frazioni
Poiché sei è il prodotto dei primi due numeri primi ed è adiacente ai successivi due numeri primi, molte frazioni senarie hanno rappresentazioni semplici: 
| Base decimale Primi fattori della base: 2, 5 Primi fattori sotto la base: 3 Primi fattori sopra la base: 11 | Base decimale Primi fattori della base: 2, 5 Primi fattori sotto la base: 3 Primi fattori sopra la base: 11 | Base decimale Primi fattori della base: 2, 5 Primi fattori sotto la base: 3 Primi fattori sopra la base: 11 | Base senaria Primi fattori della base: 2, 3 Primi fattori sotto la base: 5 Primi fattori sopra la base: 11 | Base senaria Primi fattori della base: 2, 3 Primi fattori sotto la base: 5 Primi fattori sopra la base: 11 | Base senaria Primi fattori della base: 2, 3 Primi fattori sotto la base: 5 Primi fattori sopra la base: 11 |
| Frazioni | Primi fattori del denominatore                                                                              | Rappresentazione posizionale                                                                                | Rappresentazione posizionale                                                                               | Primi fattori del denominatore                                                                             | Frazione                                                                                                   |
| 1/2 | 2 | 0.5 | 0.3 | 2 | 1/2 |
| 1/3 | 3 | 0.3333... = 0.3                                                                                             | 0.2 | 3 | 1/3 |
| 1/4 | 2 | 0.25 | 0.13 | 2 | 1/4 |
| 1/5 | 5 | 0.2 | 0.1111... = 0.1                                                                                            | 5 | 1/5 |
| 1/6 | 2, 3 | 0.16 | 0.1 | 2, 3 | 1/10 |
| 1/7 | 7 | 0.142857 | 0.05 | 11 | 1/11 |
| 1/8 | 2 | 0.125 | 0.043 | 2 | 1/12 |
| 1/9 | 3 | 0.1 | 0.04 | 3 | 1/13 |
| 1/10 | 2, 5 | 0.1 | 0.03 | 2, 5 | 1/14 |
| 1/11 | 11 | 0.09 | 0.0313452421                                                                                               | 15 | 1/15 |
| 1/12 | 2, 3 | 0.083 | 0.03 | 2, 3 | 1/20 |
| 1/13 | 13 | 0.076923 | 0.024340531215                                                                                             | 21 | 1/21 |
| 1/14 | 2, 7 | 0.0714285                                                                                                   | 0.023 | 2, 11 | 1/22 |
| 1/15 | 3, 5 | 0.06 | 0.02 | 3, 5 | 1/23 |
| 1/16 | 2 | 0.0625 | 0.0213 | 2 | 1/24 |
| 1/17 | 17 | 0.0588235294117647                                                                                          | 0.0204122453514331                                                                                         | 25 | 1/25 |
| 1/18 | 2, 3 | 0.05 | 0.02 | 2, 3 | 1/30 |
| 1/19 | 19 | 0.052631578947368421                                                                                        | 0.015211325                                                                                                | 31 | 1/31 |
| 1/20 | 2, 5 | 0.05 | 0.014 | 2, 5 | 1/32 |
| 1/21 | 3, 7 | 0.047619 | 0.014 | 3, 11 | 1/33 |
| 1/22 | 2, 11 | 0.045 | 0.01345242103                                                                                              | 2, 15 | 1/34 |
| 1/23 | 23 | 0.0434782608695652173913                                                                                    | 0.01322030441                                                                                              | 35 | 1/35 |
| 1/24 | 2, 3 | 0.0416 | 0.013 | 2, 3 | 1/40 |
| 1/25 | 5 | 0.04 | 0.01235 | 5 | 1/41 |
| 1/26 | 2, 13 | 0.0384615                                                                                                   | 0.0121502434053                                                                                            | 2, 21 | 1/42 |
| 1/27 | 3 | 0.037 | 0.012 | 3 | 1/43 |
| 1/28 | 2, 7 | 0.03571428                                                                                                  | 0.0114 | 2, 11 | 1/44 |
| 1/29 | 29 | 0.0344827586206896551724137931                                                                              | 0.01124045443151                                                                                           | 45 | 1/45 |
| 1/30 | 2, 3, 5 | 0.03 | 0.01 | 2, 3, 5 | 1/50 |
| 1/31 | 31 | 0.032258064516129                                                                                           | 0.010545                                                                                                   | 51 | 1/51 |
| 1/32 | 2 | 0.03125 | 0.01043 | 2 | 1/52 |
| 1/33 | 3, 11 | 0.03 | 0.01031345242                                                                                              | 3, 15 | 1/53 |
| 1/34 | 2, 17 | 0.02941176470588235                                                                                         | 0.01020412245351433                                                                                        | 2, 25 | 1/54 |
| 1/35 | 5, 7 | 0.0285714                                                                                                   | 0.01 | 5, 11 | 1/55 |
| 1/36 | 2, 3 | 0.027 | 0.01 | 2, 3 | 1/100 |

## Conteggio sulle dita
- 34senario = 
con il conteggio
- 22decimale, 
senario delle dita

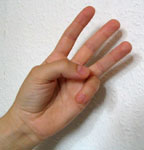
34_{senario} = con il conteggio
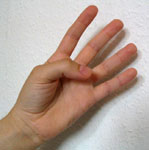
22_{decimale}, senario delle dita

Si può dire che ogni normale mano umana abbia sei posizioni non ambigue; un pugno, un dito (o pollice) allungato, due, tre, quattro e poi tutti e cinque estesi.
Se la mano destra viene utilizzata per rappresentare un'unità e la sinistra per rappresentare i 'sei', diventa possibile per una persona rappresentare i valori da zero a 55 senario (35 decimale ) con le dita, anziché i soliti dieci ottenuti nel conteggio delle dita standard. ad es. se tre dita sono estese sulla mano sinistra e quattro sulla destra, viene rappresentato il 34 senario . Ciò equivale a 3 × 6 + 4 che è 22 decimale .
Inoltre, questo metodo è il modo meno astratto di contare usando due mani che riflette il concetto di notazione posizionale, poiché il movimento da una posizione all'altra viene effettuato passando da una mano all'altra. Mentre le culture più sviluppate contano fino a 5 in modo molto simile, oltre 5 culture non occidentali si discostano dai metodi occidentali, come per i gesti numerici cinesi. Poiché anche il conteggio delle dita senarie si discosta solo oltre il 5, questo metodo di conteggio rivaleggia con la semplicità dei metodi di conteggio tradizionali, un fatto che può avere implicazioni per l'insegnamento della notazione di posizione ai giovani studenti.
Quale mano viene usata per i "sei" e quale per le unità dipende dalle preferenze di chi conta, tuttavia se vista dalla prospettiva del contatore, usando la mano sinistra come la cifra più significativa corrisponde alla rappresentazione scritta dello stesso numero serio. Capovolgere la mano dei "sei" sul retro può aiutare a chiarire ulteriormente quale mano rappresenta i "sei" e quale rappresenta le unità. Il rovescio della medaglia del conteggio senario, tuttavia, è che senza previo accordo due parti non sarebbero in grado di utilizzare questo sistema, essendo incerti su quale mano rappresenti i "sei" e quale mano rappresenti le unità, mentre il conteggio basato su decimali (con numeri oltre il 5 espressi da un palmo aperto e le dita aggiuntive) essendo essenzialmente un sistema unario richiede solo all'altra parte di contare il numero di dita estese.
Nel basket NCAA, i numeri delle uniformi dei giocatori sono limitate a essere numeri senari di massimo due cifre, in modo che gli arbitri possano segnalare quale giocatore ha commesso un'infrazione utilizzando questo sistema di conteggio delle dita.
Sistemi di conteggio delle dita più astratti, come chisanbop o finger binary, consentono di contare fino a 99, 1023 o anche più a seconda del metodo (anche se non necessariamente di natura senaria). Il monaco e storico inglese Bede descrisse nel primo capitolo della sua opera De temporum ratione (725), intitolato "Tractatus de computo, vel loquela per gestum digitorum", un sistema che permetteva di contare fino a 9.999 su due mani.

## Linguaggi naturali
Nonostante la rarità delle culture che raggruppano grandi quantità per 6, una revisione dello sviluppo dei sistemi numerici suggerisce una soglia di numerosità a 6 (possibilmente essere concettualizzata come "intera", "pugno" o "oltre cinque dita"), con 1-6 che spesso sono forme pure e numeri che successivamente vengono costruiti o presi in prestito.
Si ritiene che la lingua Ndom della Papua Nuova Guinea abbia numeri senari. Mer significa 6, mer an thef significa 6 × 2 = 12, nif significa 36 e nif thef significa 36 × 2 = 72.
Un altro esempio della Papua Nuova Guinea sono le lingue Yam. In queste lingue, il conteggio è collegato al conteggio ritualizzato delle patate dolci. Queste lingue contano da una base sei, impiegando parole per le potenze di sei, fino a 66 per alcune di queste lingue. Un esempio è la lingua Komnzo con i seguenti numeri: nibo (61), fta (62), taruba (63), damno (64), wärämäkä (65), wi (66).
È stato segnalato che alcune lingue del Niger-Congo usano un sistema di numeri senari, di solito in aggiunta a un altro, quale il decimale o il vigesimale.
Si anche sospettato che la lingua proto-uralica avesse numeri senari, con un numerale per "7" che è stato preso in prestito in un secondo momento, anche se l'evidenza per cui costruire numeri più grandi (8 e 9) in modo sottrattivo da dieci suggerisce che potrebbe non essere così.

## Base 36 come compressione senaria
Per alcuni scopi, la base 6 potrebbe essere una base troppo piccola per essere comoda. Questo ostacolo può essere aggirato usando il suo quadrato, base 36 (esatrigesimale), poiché la conversione è facilitata semplicemente effettuando le seguenti sostituzioni: 
| Decimale | 0  | 1  | 2  | 3  | 4  | 5  | 6  | 7  | 8  | 9  | 10 | 11 | 12 | 13 | 14 | 15 | 16 | 17 |
| Base 6   | 0  | 1  | 2  | 3  | 4  | 5  | 10 | 11 | 12 | 13 | 14 | 15 | 20 | 21 | 22 | 23 | 24 | 25 |
| Base 36  | 0  | 1  | 2  | 3  | 4  | 5  | 6  | 7  | 8  | 9  | A  | B  | C  | D  | E  | F  | G  | H  |
|          |    |    |    |    |    |    |    |    |    |    |    |    |    |    |    |    |    |    |
| Decimale | 18 | 19 | 20 | 21 | 22 | 23 | 24 | 25 | 26 | 27 | 28 | 29 | 30 | 31 | 32 | 33 | 34 | 35 |
| Base 6   | 30 | 31 | 32 | 33 | 34 | 35 | 40 | 41 | 42 | 43 | 44 | 45 | 50 | 51 | 52 | 53 | 54 | 55 |
| Base 36  | I  | J  | K  | L  | M  | N  | O  | P  | Q  | R  | S  | T  | U  | V  | W  | X  | Y  | Z  |

Pertanto, il numero di base 36 WIKIPEDIA36 è uguale al numero senario 5230323041222130146. In decimale, è 91.730.738.691.298.
La scelta di 36 come Base è conveniente in quanto le cifre possono essere rappresentate usando i numeri arabi 0–9 e le lettere latine A – Z: questa scelta è la base dello schema di codifica base36 . L'effetto di compressione di 36, essendo il quadrato di 6, fa sì che molti modelli e rappresentazioni siano più brevi nella base 36:
1/9 10 = 0,04 6 = 0,4 36
1/16 10 = 0,0213 6 = 0,29 36
1/5 10 = 0. 1 6 = 0. 7 36
1/7 10 = 0. 05 6 = 0. 5 36